# Alysidium parasiticum
Alysidium parasiticum is een mosdiertjessoort uit de familie van de Alysidiidae. De wetenschappelijke naam van de soort is voor het eerst geldig gepubliceerd in 1852 door George Busk.